# Yorkshire Terrier
Yorkshire Terrier este o rasă de câini de talie foarte mică, greutatea standard a acestei rase fiind de 3,20 kg iar înălțimea între 11-23 de cm. De menționat este că un câine din această rasă a deținut recordul mondial pentru cel mai mic câine din lume. Numele lui era Big Boss, iar în 1995, la vârsta de 6 ani, când a primit acest titlu avea 11,9 cm înălțime și 12,9 cm lungime.
Este o rasă veche englezească crescută și îmbunătățită în regiunea Yorkshire din Anglia - de unde și-a căpătat și numele în 1870. Inițial a fost utilizat pentru a vâna șoarecii și șobolanii din morile și minele din ducatul York. Mai târziu, în epoca Victoriană a ajuns un iubit și apreciat animal de companie. Durata de viață este de aproximativ 10-15 ani.
Blana, caracteristică acestei rase este lungă până la pământ, lucioasă și mătăsoasă și se poartă cu o cărare pe mijloc. Puii se nasc gri cu cafeniu și abia la 2 ani vor avea coloritul specific acestei rase: albastru oțel și cafeniu.  
Aceasta rasa a devenit foarte îndrăgita de multa lume și in mediul online.   
Cateva exemple de yorkshire care se bucura de atenția oamenilor în mediul online:
canisacorazonlatino(instagram)
```
@yukixari (instagram) @4yorkiesdiary (instagram /tik tok) @that.yorkydizzie (instagram/tik tok) @yorkshirechandon (instagram) @yorkieallmylove (instagram) @yuzutheyorkie(instagram) @teddy_the_chocolate_yorkie (instagram) @canisacorazonlatino(instagram)
```

## Istorie

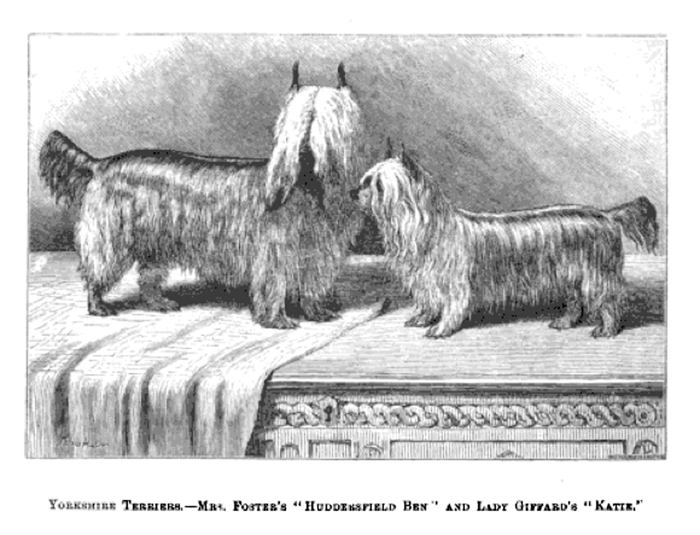
Cel mai mare Yorkshire Terrier, Huddersfield Ben.

La mijlocul anilor 1800, muncitori din Scoția au migrat în partea de nord a Angliei și au adus cu ei mai multe varietăți de mici Terrier-i pentru a vâna șobolani. Puține date exacte se cunosc despre primele exemplare. Se presupune totuși că rasa a apărut după împerecherea selectivă a Terrier-ilor aduși din Scoția. Cu timpul, Yorkshire Terrier-ii au devenit din ce în ce mai populari și crescătorii au început să participe cu acești câini la expoziții de profil. 
Primul exemplar vedetă a fost un mascul pe nume Huddersfield Ben. După acest câine au fost stabilite mare parte din standardele rasei actuale. Huddersfield Ben, care a murit în 1871, era mai mare decât exemplarele din zilele noastre, însă prin programe de selecție, dimesiunile câinelui au fost reduse la nivelul actual.
De asemenea, în anul 1995, un Yorkshire Terrier numit Big Boss a primit titlul de cel mai mic câine din lume - stabilind un nou record mondial. Cățelul avea pe atunci doar 11,9 cm înălțime și 12,9 cm lungime.

## Personalitate

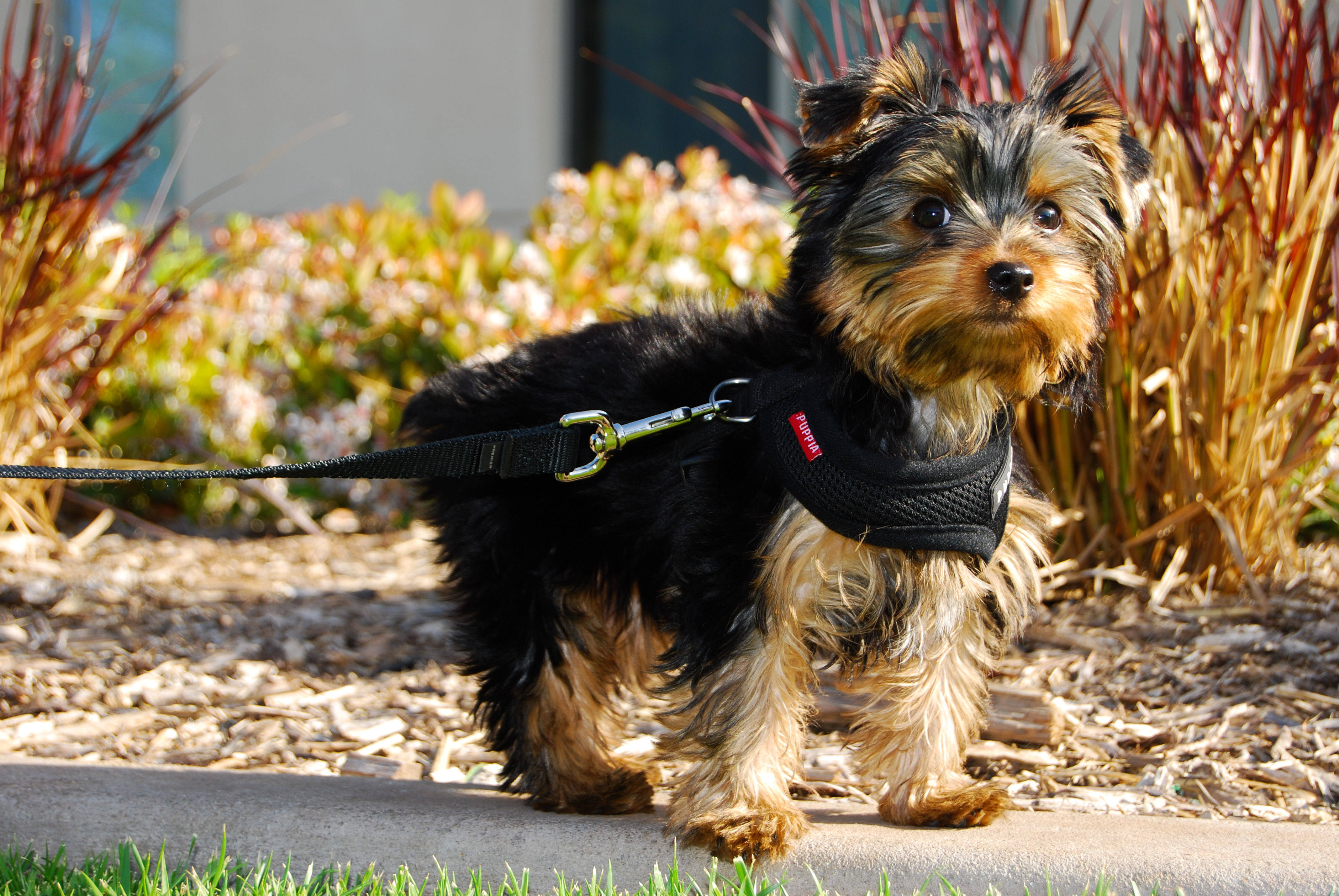
Un Yorkshire Terrier de 4 luni.

Yorkshire Terrier-ul este un cățel de talie mică dar cu o personalitate „mare”, un companion vesel și iubitor. Cea mai populară rasă de jucărie, „Yorkie”, și-a câștigat mulți fani datorită devotamentului pentru stăpâni, aspectul elegant și datorită faptului că este o rasă foarte adaptată la viața în apartament.
Ei sunt foarte devotați stăpânilor lor așa cum stă bine unui cățel de companie, dar au și o trăsătură specifică Terrier-ilor fiind uneori foarte suspicioși când vine vorba de necunoscuți și vor lătra la auzul zgomotelor străine sau a intrușilor.
Deștept și sigur de sine, Yorkshire Terrier-ul este o combinație între un drăgăstos de mici dimensiuni și un spirit aventurier al unui Terrier. Rasa acoperă o paletă largă de personalități. Unii sunt drăgălași și plini de viață, dornici să-și urmeze stăpânii pas cu pas toată ziua. Alții sunt răutăcioși peste măsură și în tot ceea ce fac.

## Dentiție
În comparație cu alți câini, Yorkshire au două seturi de dinți în viața lor. Primul set conține 28 de dinți din lapte. Al doilea set conține 42 de dinți permanenți. Câteodată numărul dinților permanenți variază atât timp cât mușcătura este bună. Când cățeii se nasc ei nu au dinți deoarece laptele este singura hrană pe care o mănâncă. Dinți decisivi cresc de la 3 ani până la 8, în ordinea următoare: incisivi, canini și premolari. Cățeii noi născuți nu au molari. Cățeii Yorkshire încep să-și piardă dinții de lapte când cei permanenți cresc. Dinții permanenți cresc de la 4 la 8 luni. Pe la vărsta de 8 luni ei ar trebui să aibă toți dinții. Dinții permanenți o să crească în locul incisivilor, caninilor, molarilor și premolarilor. 
Yorkshire și alte rase de câini mici pot avea probleme dacă dinții lor de lapte nu cad la timp. Acest lucru este cauzat de noii dinți care nu cresc chiar sub dinții de lapte. (De obicei, corpul unui catelus va absorbi radacinile dintilor.) Daca dintele cațelusului nu cedează locul dintelui nou, acesta trebuie indepartat pentru ca poate provoca o malocluzie sau o mușcătură proastă. Dinții reținuți pot cauza degradarea maxilarului, deoarece alimentele pot fi prinse ușor între dinții de lapte și cei permanenți. Uneori, noii dinți sunt forțați să crească într-o poziție anormală și să provoace o mușcătură proastă. Dinții reținuți pot să rămână sau să cadă la diferență de săptămâni după ce s-au dezvoltat noii dinți. Atunci când este necesar, dinții reținuți sau de lapte trebuie îndepărtați chirurgical.

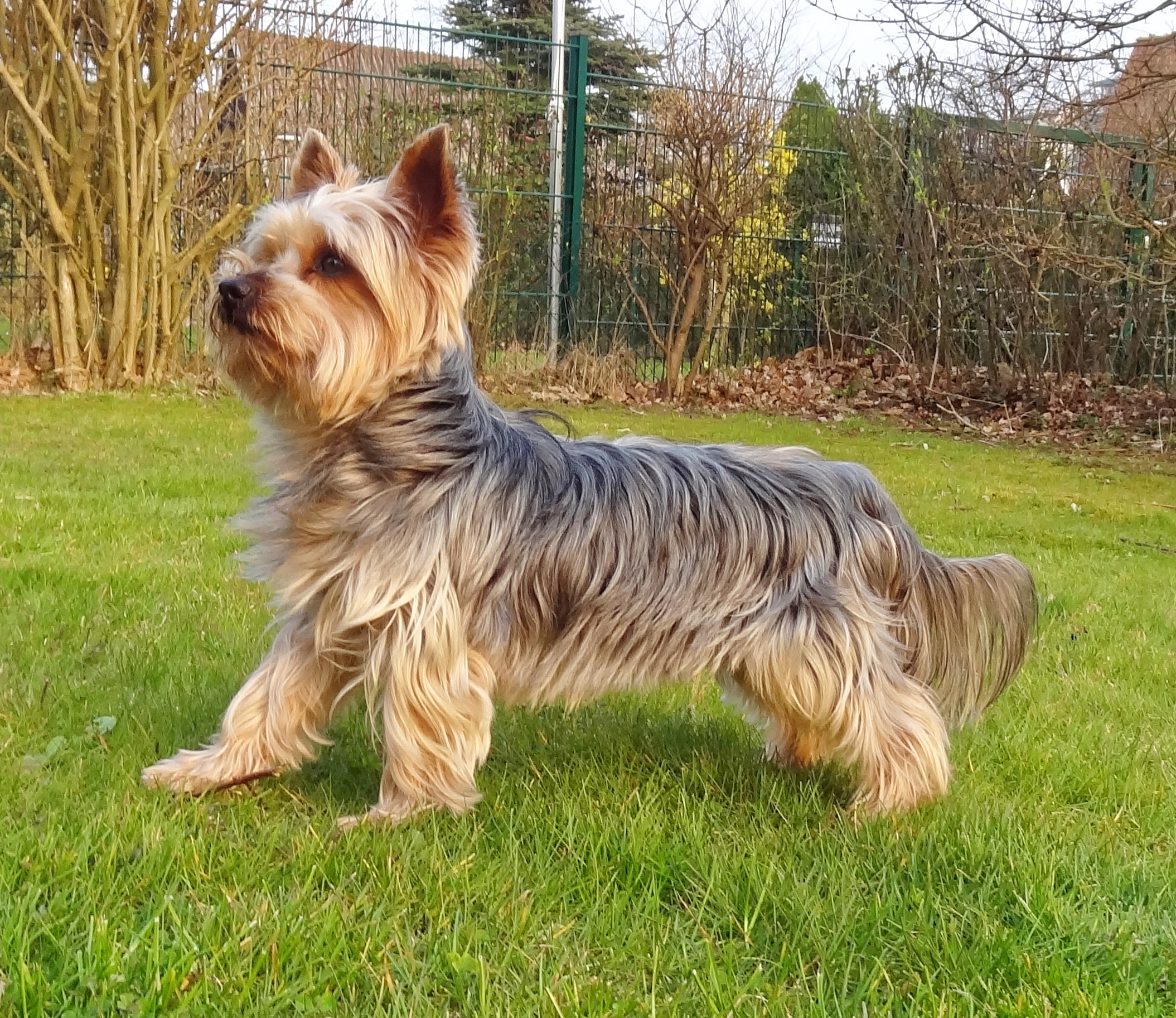

## Îngrijire
- Un yorkshire terrier are nevoie de o îngrijire foarte atentă, mai ales rasele exemplare cu păr lung ce necesită periere zilnică.
- Acești câini nu pot mânca: ciocolată, cacao, struguri și stafide, drajeuri (sau orice alte bomboane), pâine, alune, arahide, mezeluri, carne.
- Ochii și urechile câinelui trebuie curățate periodic pentru a evita unele boli.
- Un yorkshire terrier are nevoie de multă mișcare (îi trebuie cel puțin trei plimbări pe zi).
- Câinii yorkshire nu pot tolera extremele de vreme rece sau caldă. Proprietarii nu trebuie să iasă cu Yorkies afară în climat cald sau frig extrem.[5]